# Біла провина

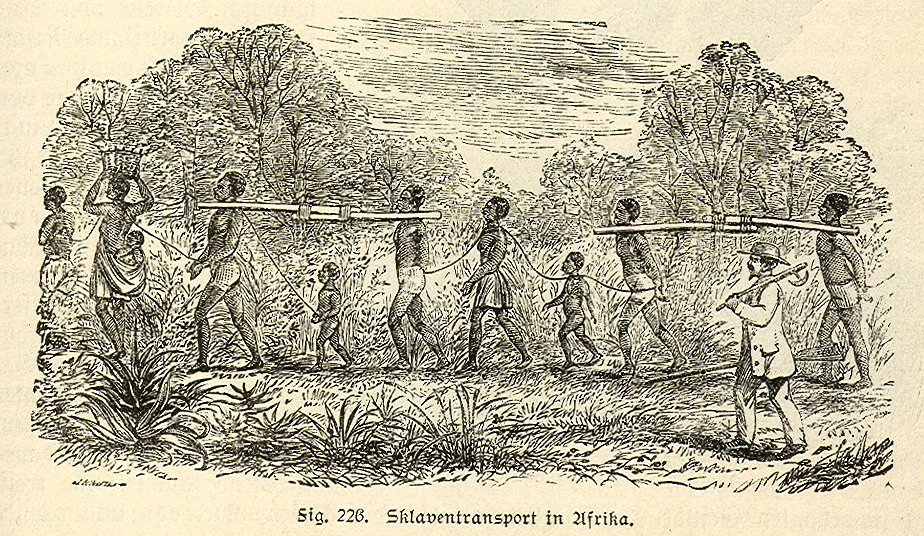
Полонених рабів в Африці пішки гонять до портів

Біла провина (англ. white guilt) — це індивідуальне або колективне почуття провини, яке деякі люди європейського походження відчувають через історичні чи сучасні расові несправедливості, зокрема пов’язані з трансатлантичною работоргівлею, колоніалізмом або дискримінацією меншин. Термін найчастіше застосовується в контексті США, Австралії, Нової Зеландії та країн Західної Європи.

## Історичний контекст
Термін "біла провина" набув поширення у 1960-х роках у США. Зокрема, американський письменник Джеймс Болдуїн у своєму есе 1965 року "The White Man's Guilt" описав її як "завісу провини та брехні", за якою білі американці приховують свою відповідальність за расові несправедливості. Мартін Лютер Кінг також зазначав, що расові проблеми є спільним національним соромом.

### Роботоргівля та європейська роль
Рабство, як форма експлуатації, існувало тисячоліттями на різних континентах. У Африці системи рабства існували 4500–5000 років, від Стародавнього Єгипту до транссахарської торгівлі, через яку за 1000 років було поневолено 6–10 мільйонів африканців. Африканські королівства, такі як Дагомея, та Османська імперія також брали активну участь у работоргівлі.
У XVI–XIX століттях європейці організували трансатлантичну работоргівлю, через яку до Америки було перевезено 12,5 мільйона африканців. Проте економічна вигода від рабства часто перебільшується: у 1830-х роках праця рабів складала лише близько 5% ВВП Великої Британії.
Однак саме європейці ("білі") відіграли ключову роль у скасуванні рабства. У 1807 році Велика Британія заборонила работоргівлю, а в 1833 році — саме рабство. Британський флот звільнив 150 000 поневолених людей, патрулюючи Атлантику. Франція та інші європейські країни пішли за цим прикладом, а в Африці європейські колоніальні адміністрації придушували рабство на початку XX століття. Без цих зусиль рабство могло б залишатися глобальною нормою. Наприклад, у Мавританії рабство було офіційно заборонено лише у 1981 році, але й досі там поневолено близько 600 000 людей.

## Психологічний і соціальний вимір
Психологи, такі як Ліза Спанієрман, визначають білу провину як реакцію на усвідомлення історичних або сучасних расових несправедливостей, часто пов’язану з поняттям "білих привілеїв". Дослідження 1999 року в Університеті Пенсильванії показало, що люди, які відчувають білу провину, частіше підтримують такі ініціативи, як афірмативні дії.
Однак не всі люди європейського походження відчувають цю провину, і багато хто вважає несправедливим покладання на них відповідальності за історичні дії. У 1978 році Washington Post повідомила про випадки, коли шахраї використовували концепцію білої провини, щоб продавати фіктивну рекламу в журналах, орієнтованих на меншини.

## Критика концепції білої вини
Критики концепції білої вини стверджують, що вона надмірно спрощує складну історію рабства та сприяє формуванню наративу, який несправедливо звинувачує людей європейського походження. Рабство було глобальним інститутом, що існував тисячоліттями в Африці, Азії та на Близькому Сході ще до участі європейців. Наприклад, африканські королівства, такі як Дагомея, отримували прибуток від продажу полонених, а Османська імперія століттями поневолювала як африканців, так і європейців.
Європейці не винайшли рабство, але відіграли ключову роль у його глобальному скасуванні. Мислителі епохи Просвітництва, такі як Адам Сміт і Джон Лок, просували ідеї рівності, які підривали моральні основи рабства, а промислова революція зробила рабську працю економічно застарілою. Велика Британія заборонила работоргівлю в 1807 році, а саме рабство — у 1833 році, при цьому її флот звільнив 150 000 поневолених людей завдяки патрулюванню Атлантики. Інші європейські країни пішли за цим прикладом, а колоніальні адміністрації придушували рабство в Африці на початку 20 століття. Критики стверджують, що без цих зусиль рабство могло б залишатися поширеним, як це видно на прикладі Мавританії, де 600 000 людей досі перебувають у рабстві, незважаючи на його офіційну заборону в 1981 році.
Замість визнання своєї ролі у припиненні рабства, деякі стверджують, що біла вина змушує людей європейського походження непропорційно звинувачувати себе за історичне рабство, ігноруючи внесок інших культур у цю практику та ключову роль європейців у його скасуванні. Таке самозвинувачення, на думку критиків, може сприяти формі зворотного расизму, коли особи та суспільства, які відіграли важливу роль у ліквідації рабства, тепер вважаються єдиними відповідальними за його існування. Такий наратив, як вони стверджують, спотворює історичну відповідальність і не враховує ширший контекст рабства як глобального явища, водночас не звертаючи уваги на сучасне рабство, яке сьогодні зачіпає 7 мільйонів людей в Африці та Азії. Такі автори, як Марина Ватанабе, припускають, що сама по собі вина є непродуктивною, і зусилля слід спрямовувати на вирішення поточних нерівностей, а не на увічнення звинувачень.

## Зовнішні посилання
- Міжнародна організація праці: Сучасне рабство
- Encyclopædia Britannica: Slavery